# リサ＝マリー・アレン
リサ＝マリー・アレン（Lisa-Marie Allen、1960年9月16日 - ）は、アメリカ合衆国の女性フィギュアスケート選手。1980年レークプラシッドオリンピック女子シングルアメリカ代表。

## 経歴
1975-1976年シーズンのネーベルホルン杯で優勝。1977-1978年シーズンの全米選手権では、リンダ・フラチアニに次ぐ2位となり、世界選手権代表に初選出された。初出場の1978年世界選手権では7位に終わる。
1979-1980年シーズン、全米選手権で2位となり地元アメリカ開催のレークプラシッドオリンピック代表に選出され、リンダ・フラチアニ、サンディー・レンツとともに女子シングル代表として出場。コンパルソリーフィギュアで8位と出遅れ、ショートプログラム3位、フリースケーティングでは4位と巻き返したものの総合5位に終わりメダル獲得はならなかった。
引退後、プロに転向。1990年にはプロフィギュアスケート世界選手権で優勝している。現在は結婚し、ロサンゼルスでフィギュアスケートコーチとして活動している一方、振付師としても活動しており、2002年ソルトレイクシティーオリンピック閉会式と映画『俺たちフィギュアスケーター』に振り付け助手として関わった。

## 主な戦績
| 大会/年      | 1977-78 | 1978-79 | 1979-80 | 1980-81 |
| ------------ | ------- | ------- | ------- | ------- |
| オリンピック |         |         | 5       |         |
| 世界選手権   | 7       | 6       | 7       |         |
| 全米選手権   | 2       | 2       | 2       | 3       |
| NHK杯        |         |         | 2       |         |